# ヘードマルク県

ヘードマルク県
Hedmark fylke

ヘードマルク県（Hedmark [ˈheːdˈmɑrk] ( 音声ファイル)）は、ノルウェー南東部の県。ソール・トロンデラーグ県、オップラン県、アーケシュフース県、およびスウェーデンに接する。県庁所在地はハーマル。

## 地理
海には面しない内陸の県である。伝統的に3つの地区Hedmarken、Østerdalen、Solørに分かれる。
大きな湖としてフェムン湖とミョーサ湖がある。グロンマ川の流域である。

## 歴史
ハーラル1世より前の初期ヴァイキング時代には、ヘードマルクは小王国であった。
行政区画としてアーケシュフースの一部だったが、1757年にOplandenesがアーケシュフースから別れ、1781年にOplandenesはKristians（現在のオップラン県）とヘードマルク県に分割された。
1994年、リレハンメルオリンピックの会場の一部が置かれた。
2015年には世界スキーオリエンテーリング選手権が開催された。